# Jože Colarič
Jože Colarič, slovenski gospodarstvenik, * 27. avgust 1955, Brežice.
Po končani gimnaziji v Novem mestu je 1979 diplomiral na Ekonomski fakulteti v Ljubljani. V Krki se je zaposlil 1982, ko je začel z delom v Finančnem sektorju, kjer je bil najprej vodja Oddelka za devizno-plačilni promet. Leta 1989 je prevzel vodenje Službe izvoza v Eksport-import sektorju in čez dve leti postal namestnik direktorja sektorja. Na začetku leta 1993 je bil imenovan za namestnika generalnega direktorja za trženje in finance, septembra istega leta pa je prevzel še vodenje Marketing sektorja in prodaje, 1997 je bil imenovan za člana uprave. Naslednje leto ga je nadzorni svet podjetja imenoval za namestnika predsednika uprave, leta 2002 pa je bil na predlog generalnega direktorja Miloša Kovačiča evidentiran kot bodoči predsednika uprave. Na seji 12. julija 2004 ga je nadzorni svet imenoval za predsednika uprave in generalnega direktorja. Petletni mandat je nastopil 1. januarja 2005. Nadzorni svet družbe ga je na seji, 21. januarja 2009, imenoval za naslednji šestletni mandat, katerega je začel 1. januarja 2010.